# Mại dâm tại New Zealand
Mại dâm tại New Zealand phản ánh tình hình hoạt động mại dâm tại quốc gia này, tại đây, hoạt động mại dâm, công nghiệp tình dục, nhà chứa, việc sống nhờ vào tiền thu được từ bán dâm của người khác được coi là hợp pháp ở New Zealand, tuy nhiên việc cưỡng chế ép người khác bán dâm lại là bất hợp pháp.
New Zealand hợp pháp hóa mại dâm vào năm 2003, Nhà nước New Zealand cho mại dâm nội địa tồn tại tuy nhiên cấm du học sinh bán dâm. Theo quy định của Cơ quan di trú thì du học sinh đang học tập ở New Zealand bị cấm bán thân, du học sinh không được hành nghề mại dâm, không được điều hành hay đầu tư vào bất kỳ hình thức kinh doanh thân xác như nhà thổ, tuy nhiên, luật pháp New Zealand không cấm du học sinh hành nghề mát xa. Số lượng người Trung Quốc chiếm 1/3 trong số 1.700 người hành nghề mại dâm ở thành phố Auckland.